# ميشال عاصي
ميشال عاصي أديب  وكاتب وناقد ومترجم لبناني، ولد بمدينة زحلة سنة 1927، توفى سنة 1993م ،  خريج معهد المعلمين العالي في الجامعة اللبنانية و‌معهد الدراسات الإسلامية في جامعة باريس.
أحد أبرز وجوه النقد والأدب والفكر في لبنان، وبدأ نشاطه يظهر منذ منتصف الستينات الميلادية، وقد عرف كاتباً ومترجماً وناقداً غزير الإنتاج.

## من مؤلفاته
- (الشعر والبيئة في الأندلس) - المكتب التجاري للنشر - بيروت - 1970م.
- (مفاهيم الجمالية والنقد في أدب الجاحظ ) - دار العلم للملايين - بيروت - 1974م.
- (دراسات منهجية في النقد) - دار مكتبة الحياة - 1981م.
- (أوراق من باريس ، مشاهد وانطباعات) - دار المفيد - باريس - فرنسا 1982م.
- (الجمالية عبر العصور)  - منشورات عويدات - طبع باريس- 1982م.
- (المعجم المفصل في اللغة والأدب ) - بالاشتراك مع  د. أميل بديع يعقوب  - دار العلم للملايين - 1987م
- (في النقد الأدبي ) - دار العلم للملايين - بيروت - 1990م.
- (أجمل الموشحات) - دار النهار - 2001م.